# Catálogo Stanley Gibbons

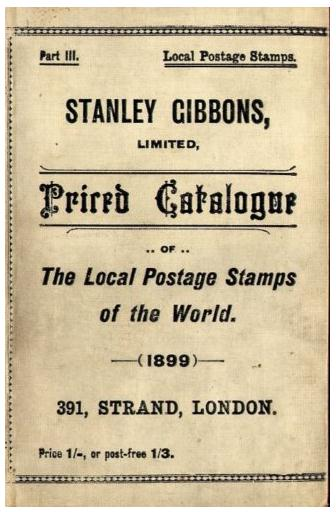

El primer catálogo de sellos Stanley Gibbons fue una lista de precios de un penique emitida en noviembre de 1865 y desde entonces emitida mensualmente durante los siguientes 14 años. La empresa produce numerosos catálogos, que están bien definidos por países, regiones o temáticas, muchos de los cuales son reemitidos anualmente. Los catálogos contienen listados de todos los sellos postales emitidos e incluye precios para los sellos usados y los nuevos.

## Breve historia
El negocio fue fundado por Edward Stanley Gibbons en 1856 cuando, todavía empleado como aprendiz en la farmacia de su padre, montó un mostrador donde vendía sellos. Más tarde en 1863 fue muy afortunado de comprar a dos marineros un saco lleno de los raros sellos triangulares del Cabo de Buena Esperanza.

## Rango de los catálogos

#### Catálogos simplificados
- Stamps of the World (publicado por primera vez en 1934), y sus subconjuntos regionales:
- Africa, 1.ª edición (2010)
- Asia, Volumen 1, 1.ª edición (2010)
- Commonwealth, 5.ª edición (2013)
- Western Europe, 2.ª edición (2012)

#### Catálogos regionales
- Antarctica, 2.ª edición (2012)
- North America, 1.ª edición (2010)
- North-East Africa, 2.ª edición (2017)
- United Nations, 1.ª edición (2010)

#### Catálogos completos
- Commonwealth & British Empire Stamps, 1840-1970 (a veces se le conoce como 'Parte 1'). También, sus subconjuntos cronológicos:
- King George V Stamp Catalog, 1.ª edición (2010)
- King George VI Stamp Catalog, 9.ª edición (2018)
- Elizabethan Specialised Catalogue of Modern British Commonwealth Stamps, 21.ª edición (1985)

#### Catálogos estándar individuales para países de la Commonwealth
El mismo contenido que la Parte 1 pero actualizado.
- Australia, 11.ª edición (2018). Una edición concisa fue publicada en 1989.
- Bangladesh, Burma, Pakistan & Sri Lanka, 3.ª edición (2015)
- Belize, Guyana, Trinidad and Tobago, 1.ª edición (2009)
- Brunei, Malaysia & Singapore, 5.ª edición (2017)
- Canada & Provinces, 6.ª edición (2016)
- Central Africa, 2.ª edición (2008)
- Cyprus, Gibraltar & Malta, 5.ª edición (2019)
- East Africa with Egypt and Sudan, 4.ª edición (2018)
- Eastern Pacific (incluidas las Islas Cook, Aitutaki, Isla Penrhyn, Niue, Islas Pitcairn y Samoa), 3.ª edición (2015)
- Falkland Islands, 7.ª edición (2016).
- Hong Kong, 6.ª edición (2018)
- India (incluidos los Estados de la Convención y Feudatory), quinta edición (2018)
- Indian Ocean, 3.ª edición (2016)
- Ireland, 7.ª edición (2019). Además, coleccionar sellos irlandeses, una lista de verificación (1999)
- Leeward Islands, 3.ª edición (2017)
- New Zealand, 6.ª edición (2016). Una edición concisa fue publicada en 1990.
- Northern Caribbean, Bahamas & Bermuda, 4.ª edición (2016)
- St. Helena, Ascension & Tristan da Cunha, 6.ª edición (2017)
- Southern & Central Africa, 2.ª edición (2014)
- West Africa, 2.ª edición (2012)
- Western Pacific, 4.ª edición (2016)
- Windward Islands and Barbados, 3.ª edición (2015)

#### Catálogos estándar individuales para países extranjeros (nuevas series)
Países no pertenecientes al Commonwealth.
- Arabia (2016)
- Belgium and Luxembourg (incluidos el Congo Belga y las colonias) (2015)
- Czech Republic and Slovakia (incluida Checoslovaquia) (2016)
- Denmark and Norway (también incluye a las islas Faröe, Groenlandia e Islandia) (2018)
- Finland and Sweden (incluidas las islas Aland) (2016)
- France (que también cubre Andorra y Mónaco) (2015)
- French Colonies (2016)
- Germany, 12.ª edición (2018)
- Middle East (2018)
- Netherlands and Colonies (2016)
- Poland (2015)
- Spain and Colonies (2019)

#### Catálogos estándar individuales para países extranjeros (series antiguas)
Países no pertenecientes al Commonwealth.
- Parte 2 Austria y Hungría, 8.ª edición (2014)
- Parte 3 Balcanes, 5.ª edición (2009)
- Parte 8 Italia y Suiza, 8.ª edición (2013)
- Parte 9 Portugal y España, 6.ª edición (2011)
- Parte 10 Rusia, 7.ª edición (2014)
- Parte 12 África desde la independencia AE, 2.ª edición (1983)
- Parte 13 África desde la independencia FM, 1.ª edición (1981)
- Parte 14 África desde la independencia de Nueva Zelanda, 1.ª edición (1981)
- Parte 15 Centroamérica, 3.ª edición (2007).
- Parte 16 Asia Central, 4.ª edición (2006)
- Parte 17 China, 11.ª edición (2016)
- Parte 18 Japón y Corea, 5.ª edición (2008)
- Parte 20 Sudamérica, 4.ª edición (2008)
- Parte 21 del sudeste asiático, 5.ª edición (2012)
- Parte 22 Estados Unidos, 8.ª edición (2015).

#### Catálogos temáticos
- Collect Aircraft On Stamps, 2.ª edición (2009)
- Collect Birds On Stamps, 4.ª edición (1996)
- Collect Butterflies and other Insects On Stamps, 1.ª edición (1991)
- Collect Chess On Stamps, 2.ª edición (1999)
- Collect Fish On Stamps, 1.ª edición (1999)
- Collect Fungi On Stamps, 2.ª edición (1997)
- Collect Mammals On Stamps, 1.ª edición (1986)
- Collect Motor Vehicles On Stamps, 1.ª edición (2004)
- Collect Railways On Stamps, 3.ª edición (1999)
- Collect Shells On Stamps, 1.ª edición (1995)
- Collect Ships On Stamps, 3.ª edición (2001)

#### Catálogos de Gran Bretaña
- Collect British Stamps. También recoge sellos de las islas del canal y la isla de Man.
- The Great Britain Concise catalogue.

#### Catálogos especializados de Gran Bretaña
- Vol. 1 Queen Victoria (16.ª edición), publicada en diciembre de 2011.
- Vol. 2 King Edward VII to King George VI  (14.ª edición), publicado en mayo de 2015.
- Vol. 3 Queen Elizabeth II Pre-Decimal Issues (13.ª edición), publicado en 2019.
- Vol. 4 Queen Elizabeth Decimal Definitive Issues Part 1 (10.ª edición), publicado en abril de 2008.
- Vol. 4 Queen Elizabeth Decimal Definitive Issues Part 2 (10.ª edición), publicado en abril de 2010.
- Vol. 5 Queen Elizabeth Decimal Special Issues (13.ª edición), publicado en febrero de 1998 con dos suplementos de hojas sueltas en 2000 y 2002.
- Channel Islands Specialised Catalogue of Stamps and Postal History, 2.ª edición (1983)
- Collect British Postmarks, 9.ª edición (2013)

Todos se basan en el sistema de numeración extraído de Stamps of the World, además de los catálogos especializados británicos que tienen su propio sistema de numeración.